# Далекие (Лидский район)
Далекие (бел. Далёкія) — агрогородок в Лидском районе Гродненской области Беларуси. В составе Тарновского сельсовета.

## География
Расположен в 8 км на юго-запад от г. Лида. Располагается железнодорожный остановочный пункт Далекий (на линии Лида — Гродно).
Пролегает дорога Н-6174.
Ближайшие населённые пункты Дудары, Малое Ольжево и др.

## История
В Подъемном тарифе 1775 года в Лидском приходе упоминается деревня Далекие — 23 дыма. Согласно описи приходов Лидского деканата в 1784 году Далекие собственность Гиннета, крайнего Лидского.
В XIX — начале XX в. деревня в Лидском уезде Российской империи. Из списка прихожан-униатов 1829 года видно, что Далекие принадлежат Андрейковичам. В 1885 году открыта школа церковной грамоты, относившаяся к Лидскому православному приходу. В 1896 году в ней училось 15 мальчиков и 3 девочки. В начале XX века деревня Тарновской волости Лидского уезда Виленской губернии Российской империи, 221 житель, 331 десятина земли.
Согласно польской переписи 1921 года, деревня Тарновской гмины Лидского уезда.
С 1939 года — в БССР, с 1940 года в Лидском районе.
В 1951 году образован колхоз «Победа». Затем деревня центр колхоза «Коммунар».
До 11 февраля 1972 года деревня входила в состав Мытского сельсовета.
В 2011 году деревня Далекие преобразована в агрогородок.

## Население

### Численность
- 2019 год — 279 жителей

### Динамика
- 1905 год — 221 жителей[5]
- 1921 год — 216 жителей, 39 жилых домов
- 1971 год — 180 жителей, 64 дворов
- 1996 год — 315 жителей, 130 дворов
- 1999 год — 312 жителей (перепись населения)
- 2004 год — 326 жителей, 111 дворов
- 2009 год — 326 жителей (перепись населения)[5]
- 2019 год — 279 жителей (перепись населения)

## Улицы
- Гагарина
- Новая
- Первомайская и др.

## Инфраструктура
Действуют отделение связи, детский ясли-сад, комплексный приемный пункт бытового обслуживания, фельдшерско-акушерский пункт, базовая школа и т.д.

## Культура
- Библиотека-клуб

## Достопримечательность
В 1967 году установлен памятник—стела в чествование памяти 8 односельчан, погибших в Великую Отечественную войну.

## Галерея

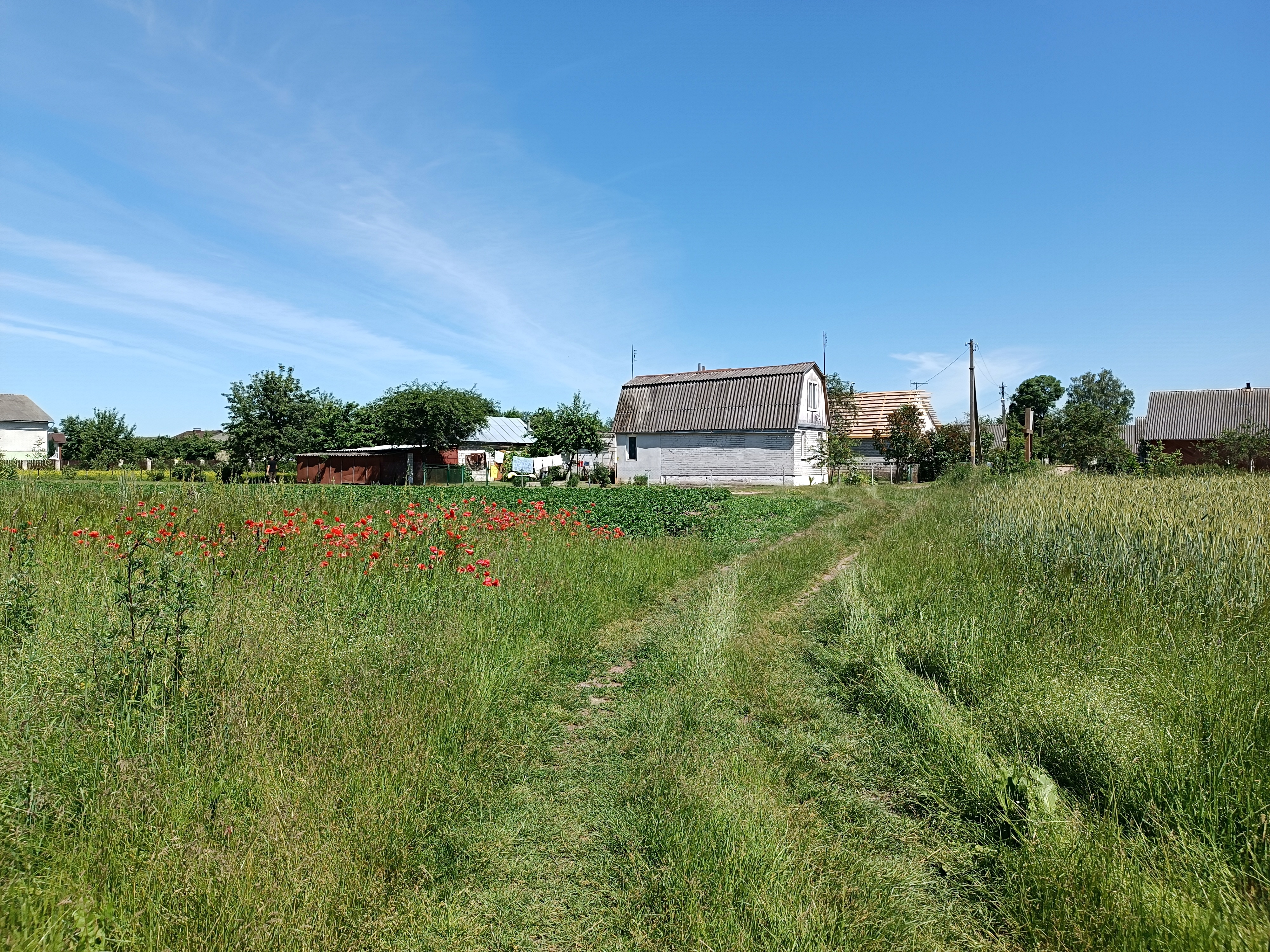
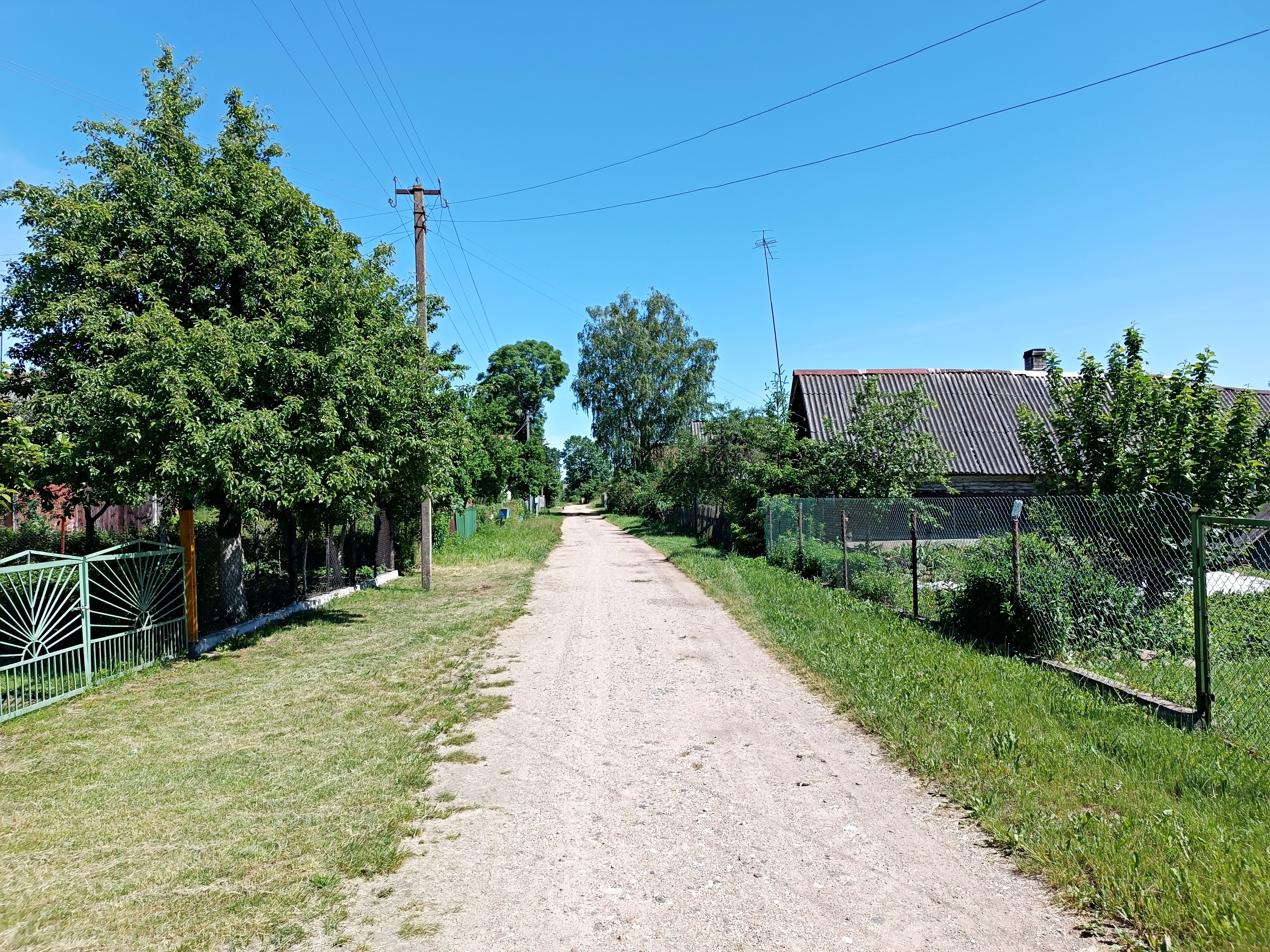
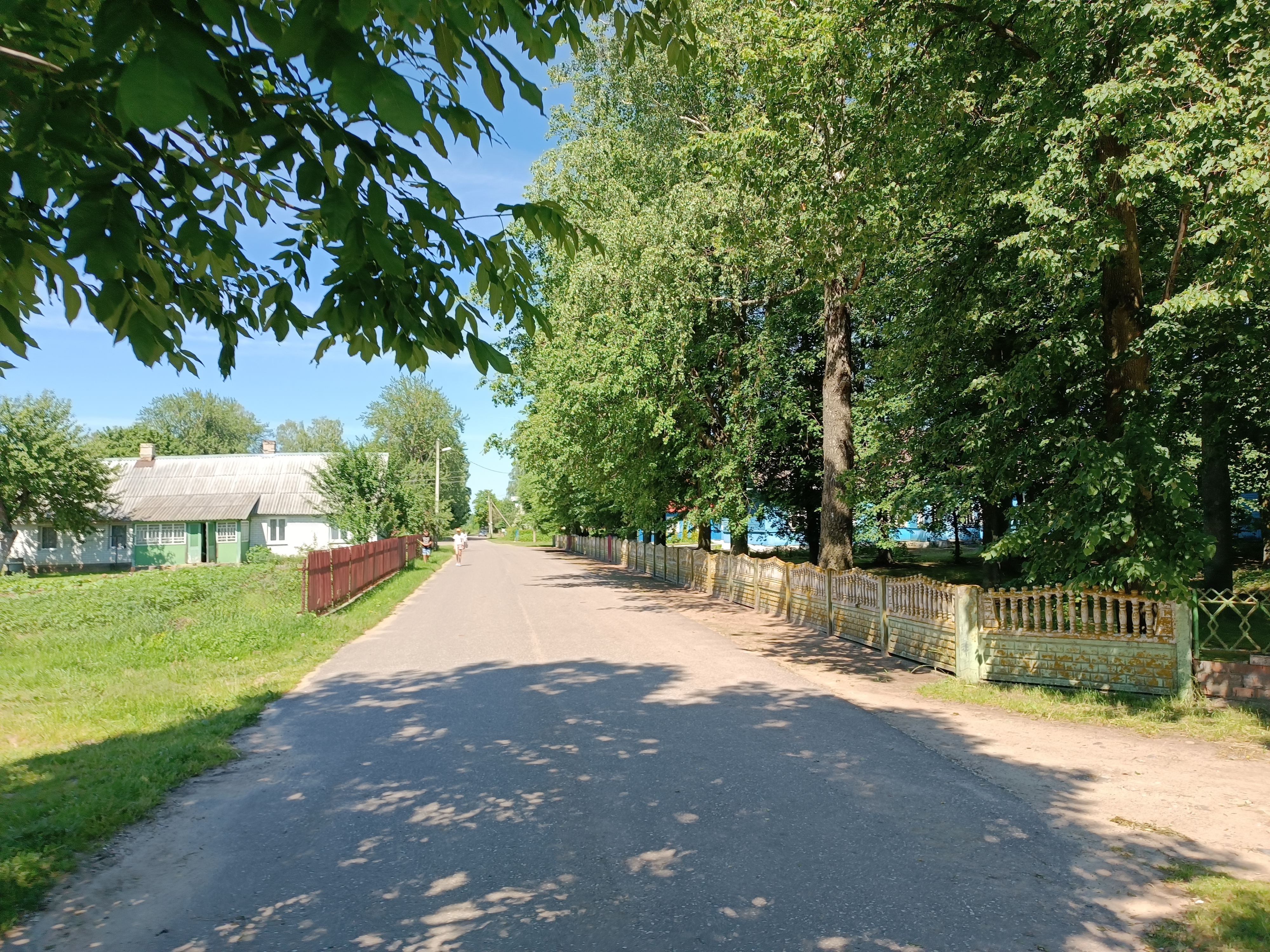
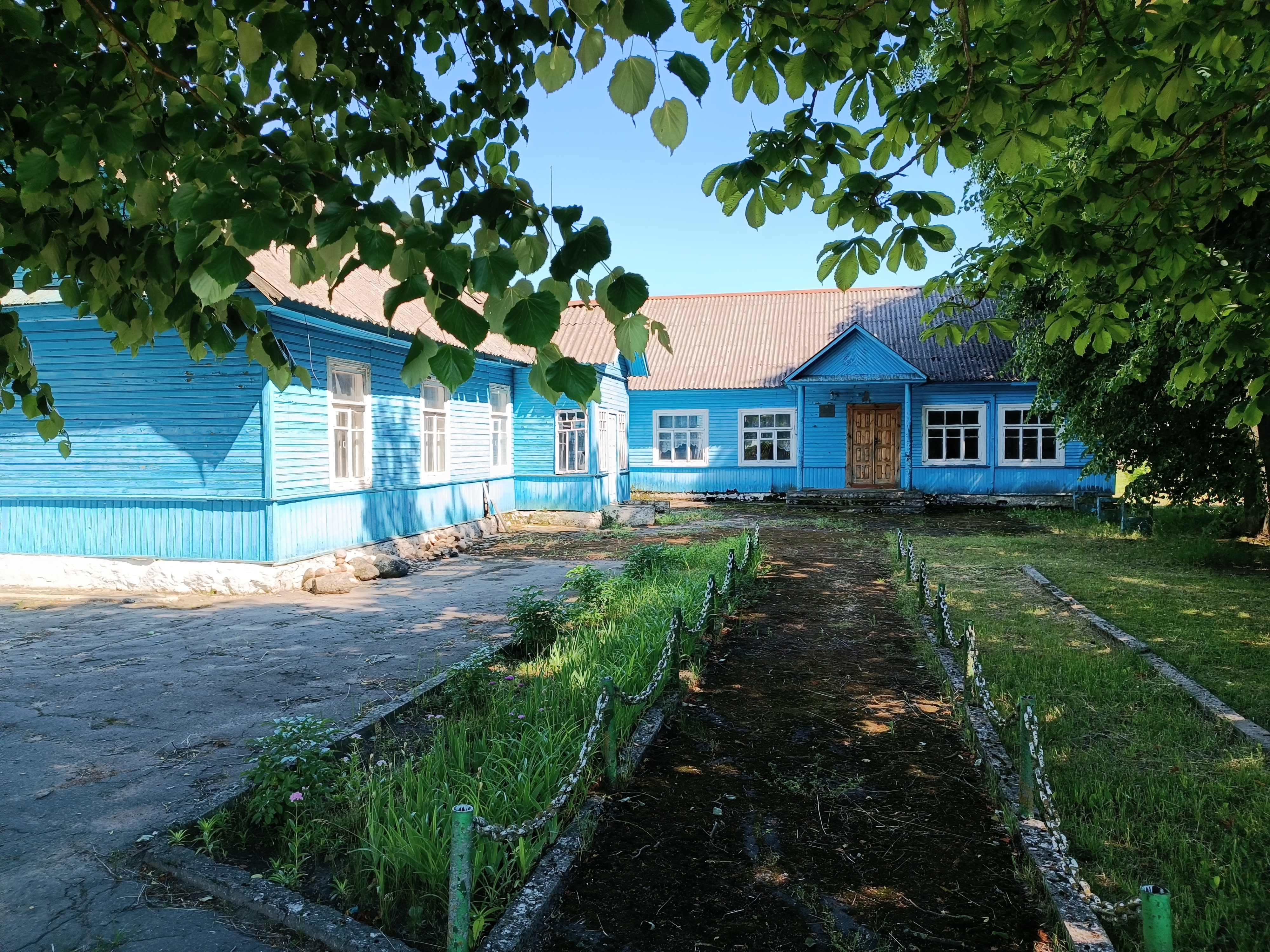
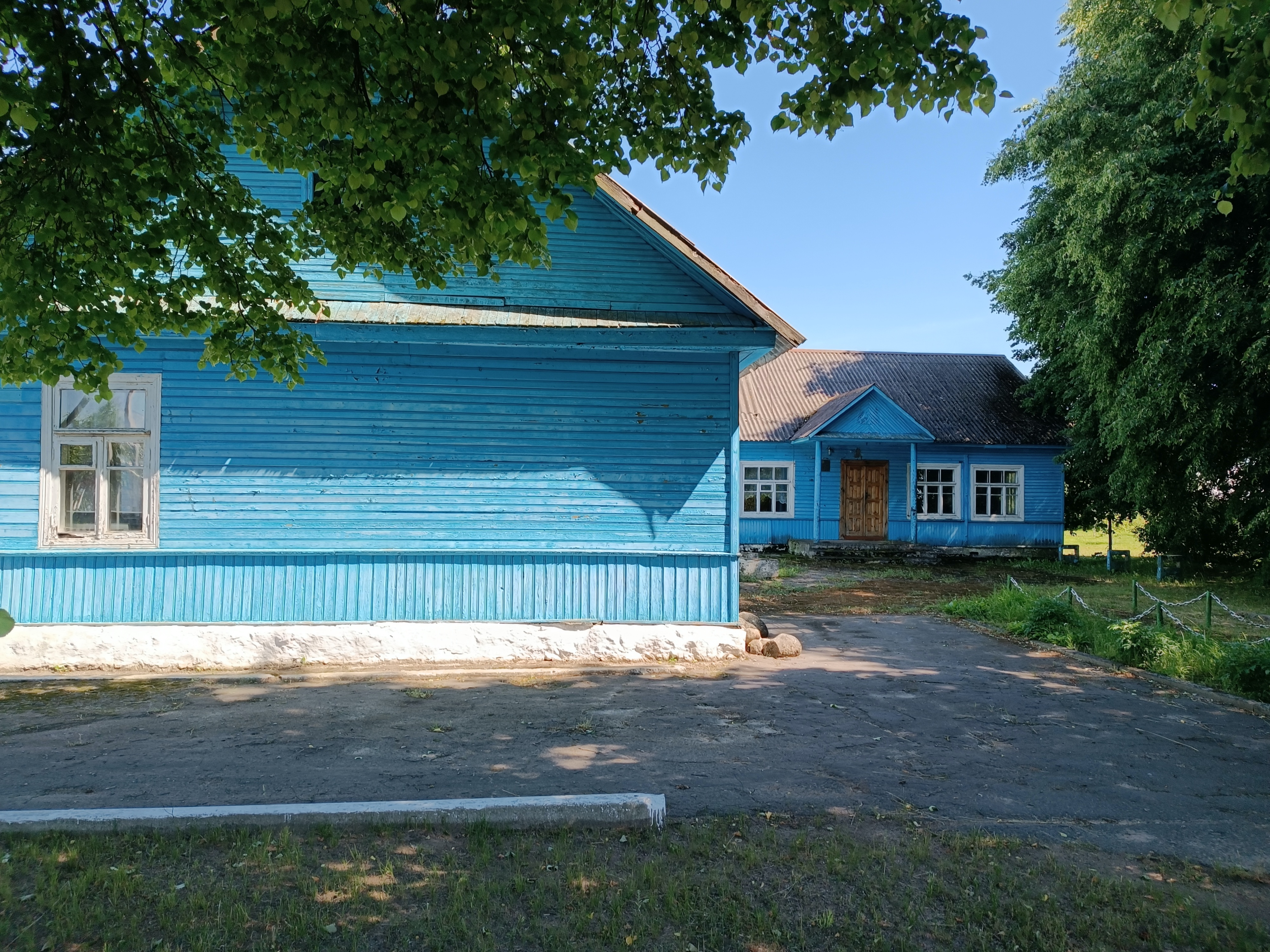
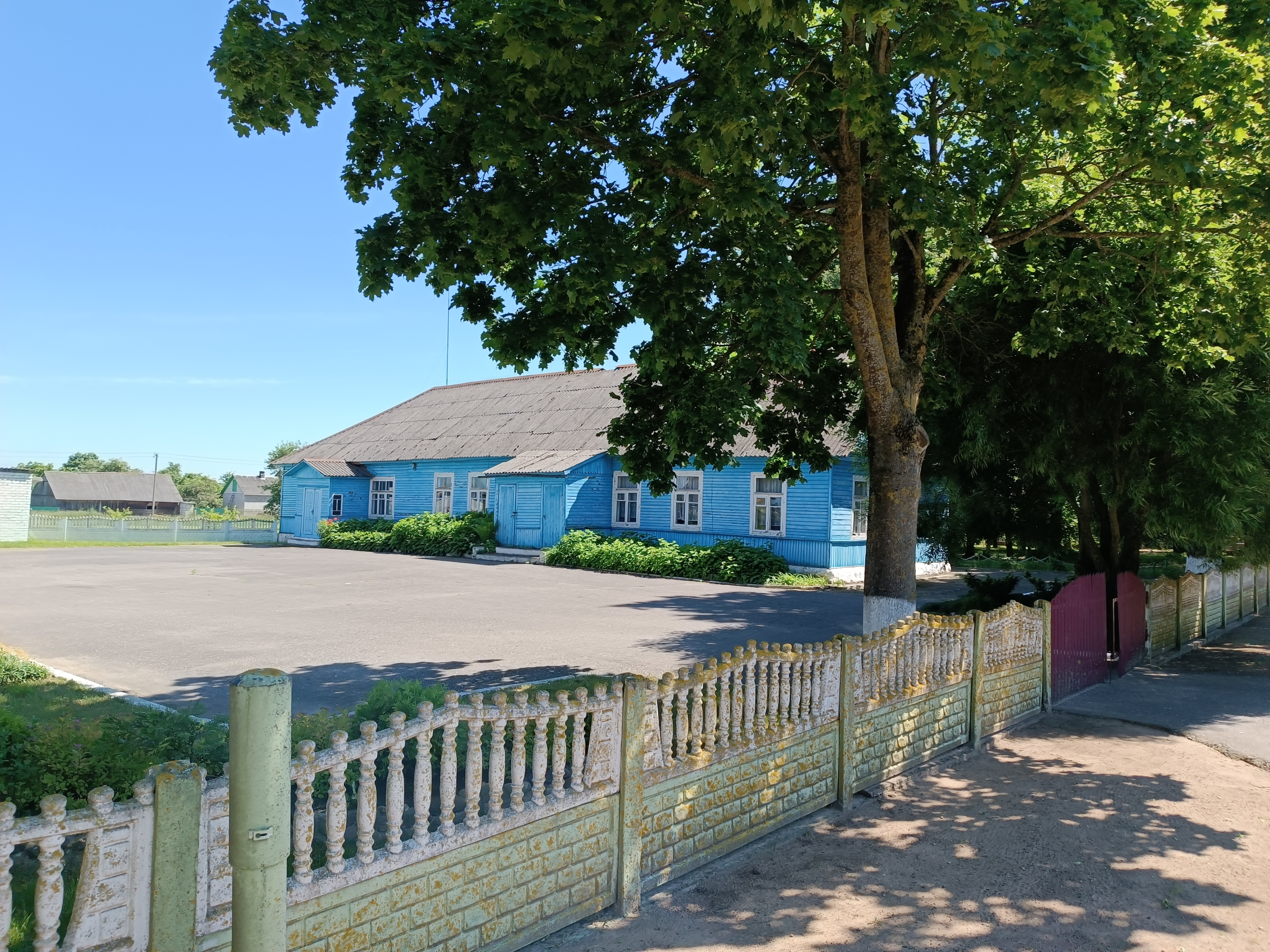
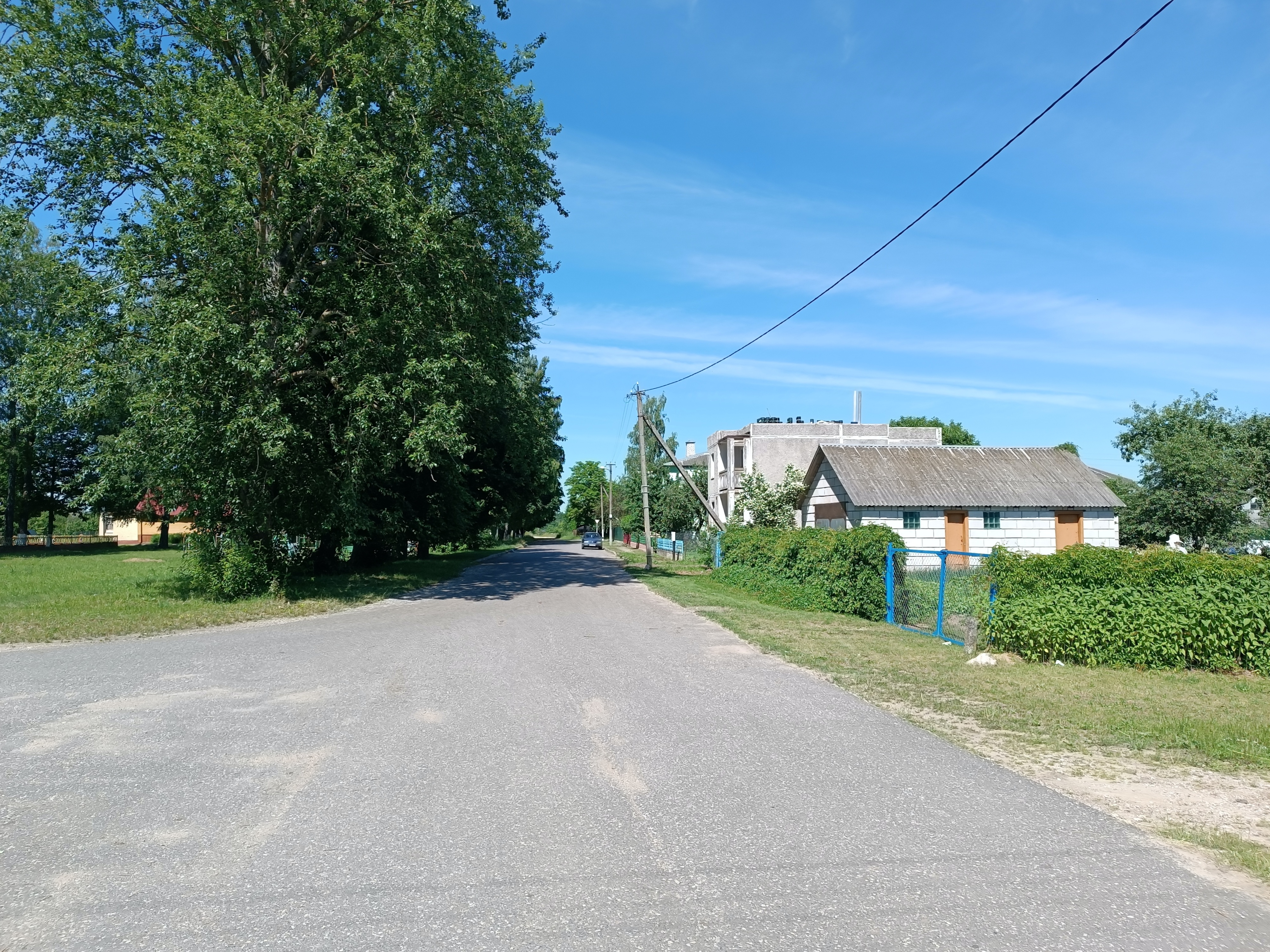
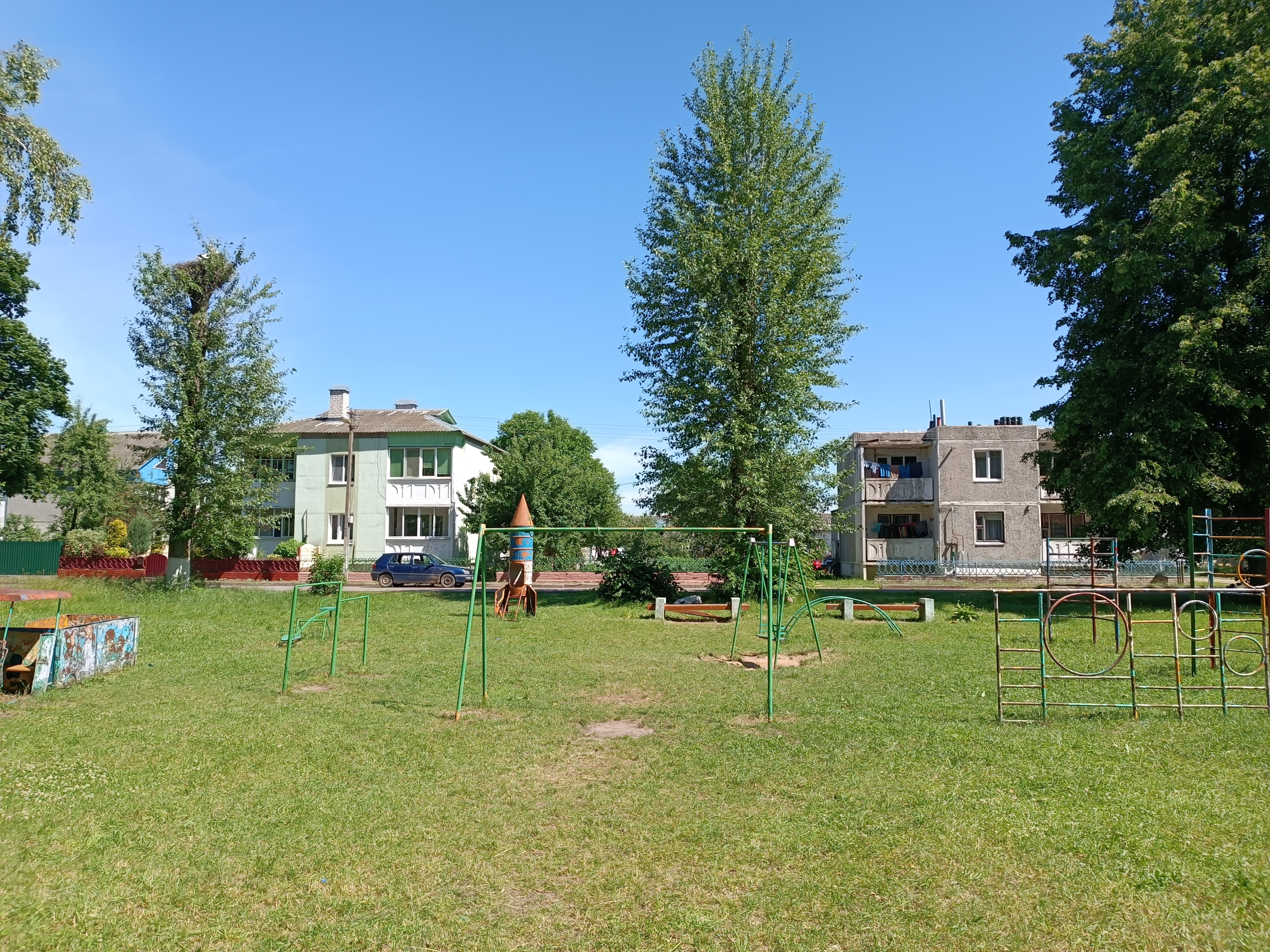
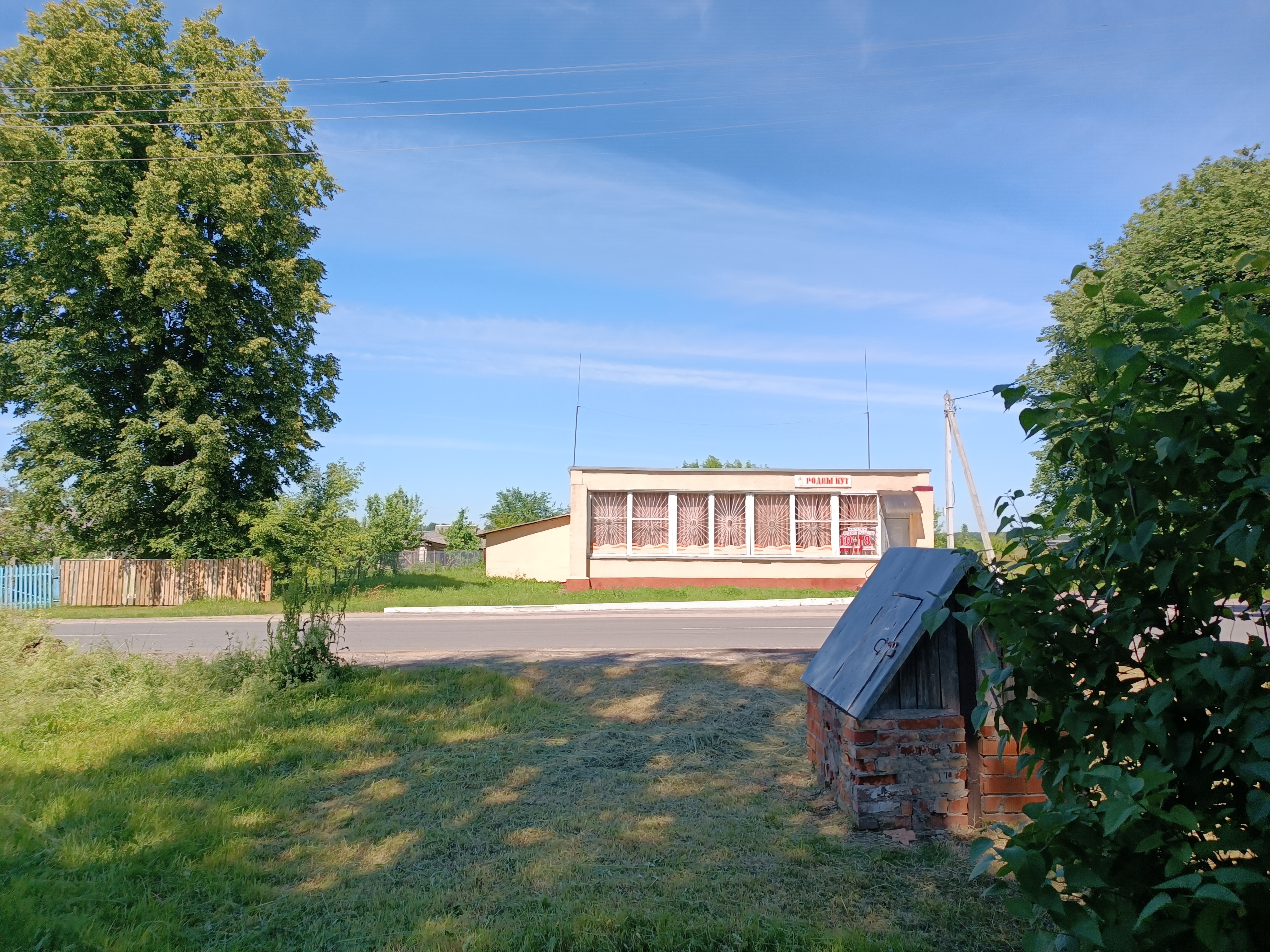
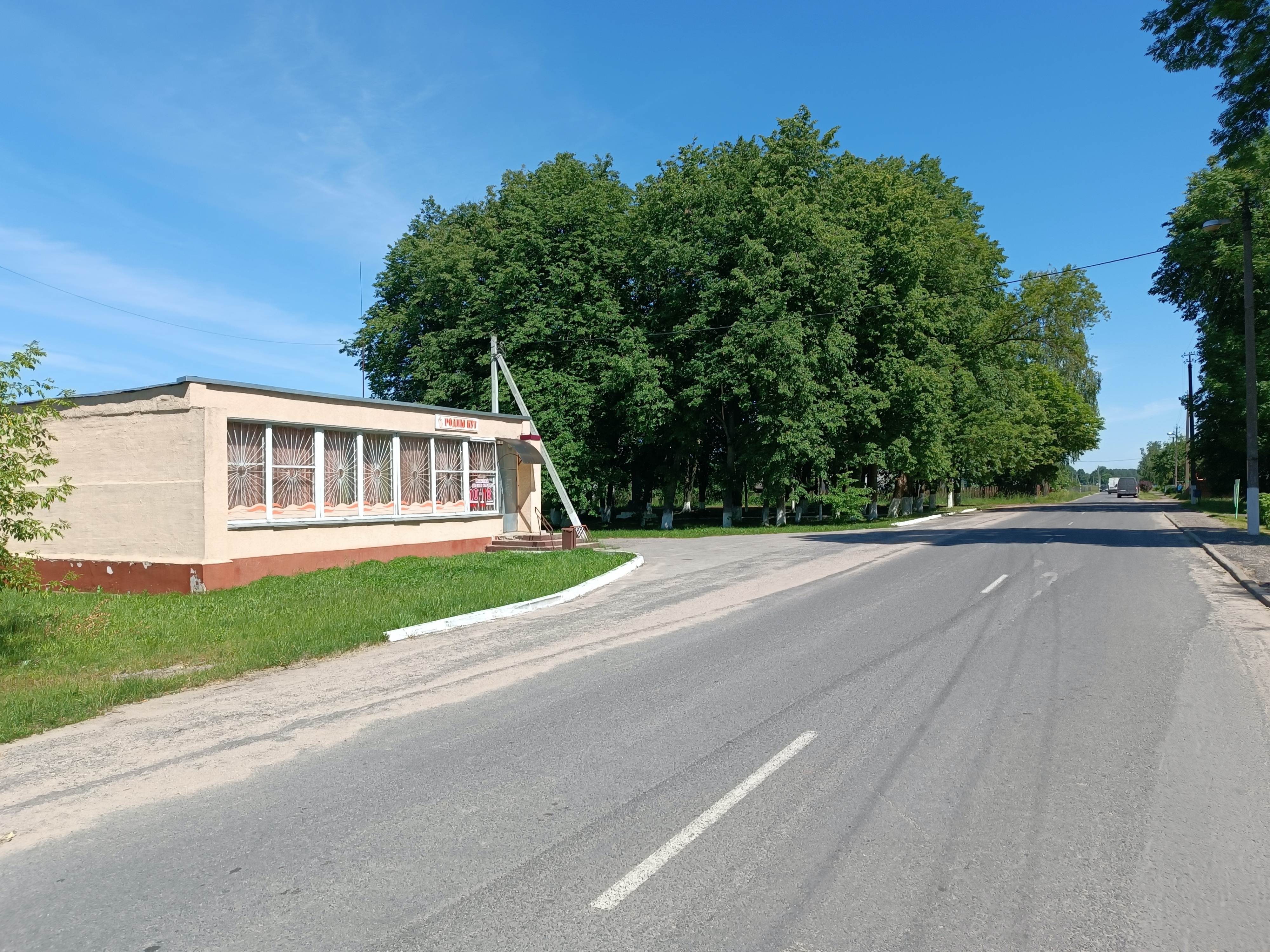
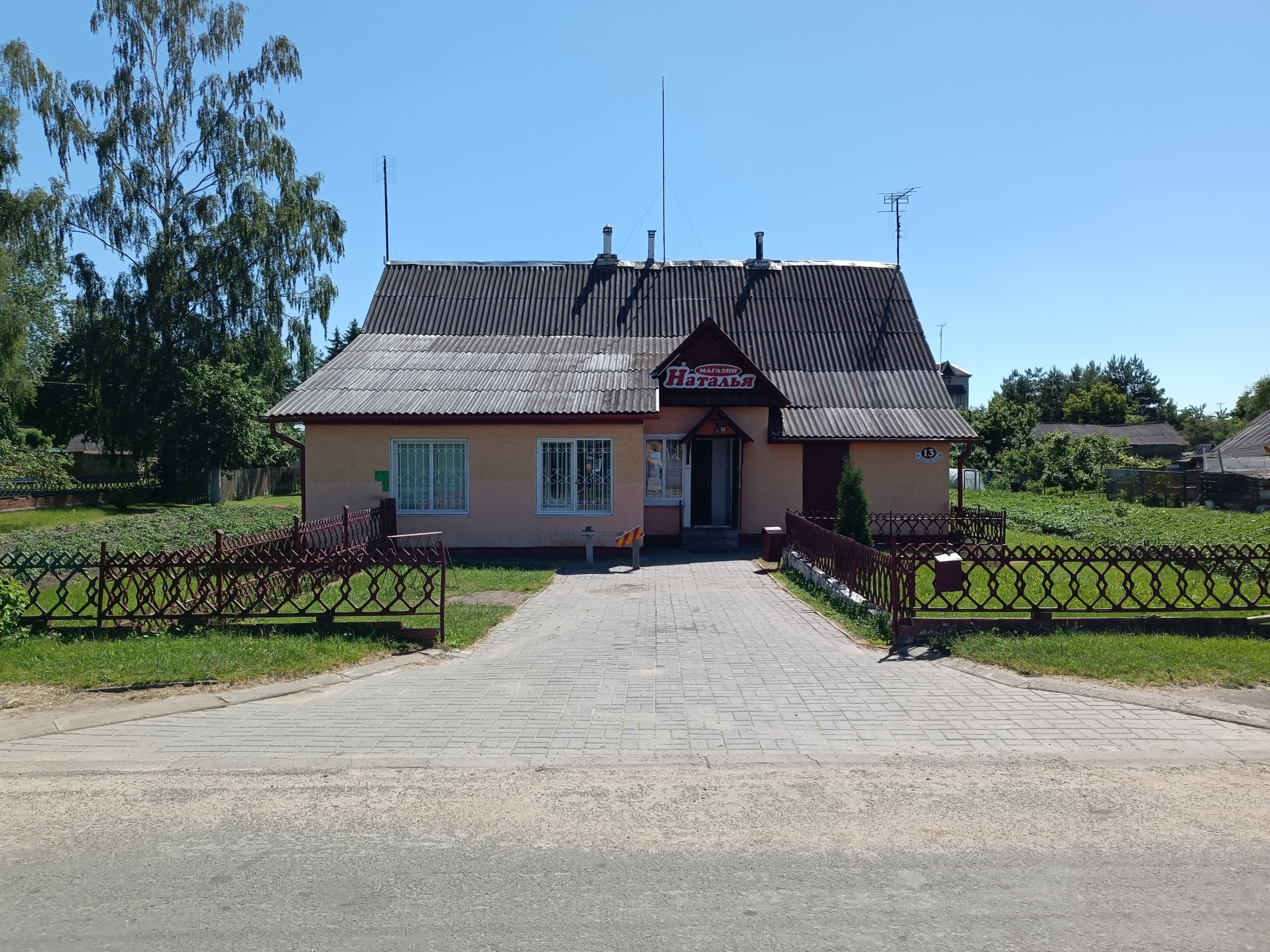
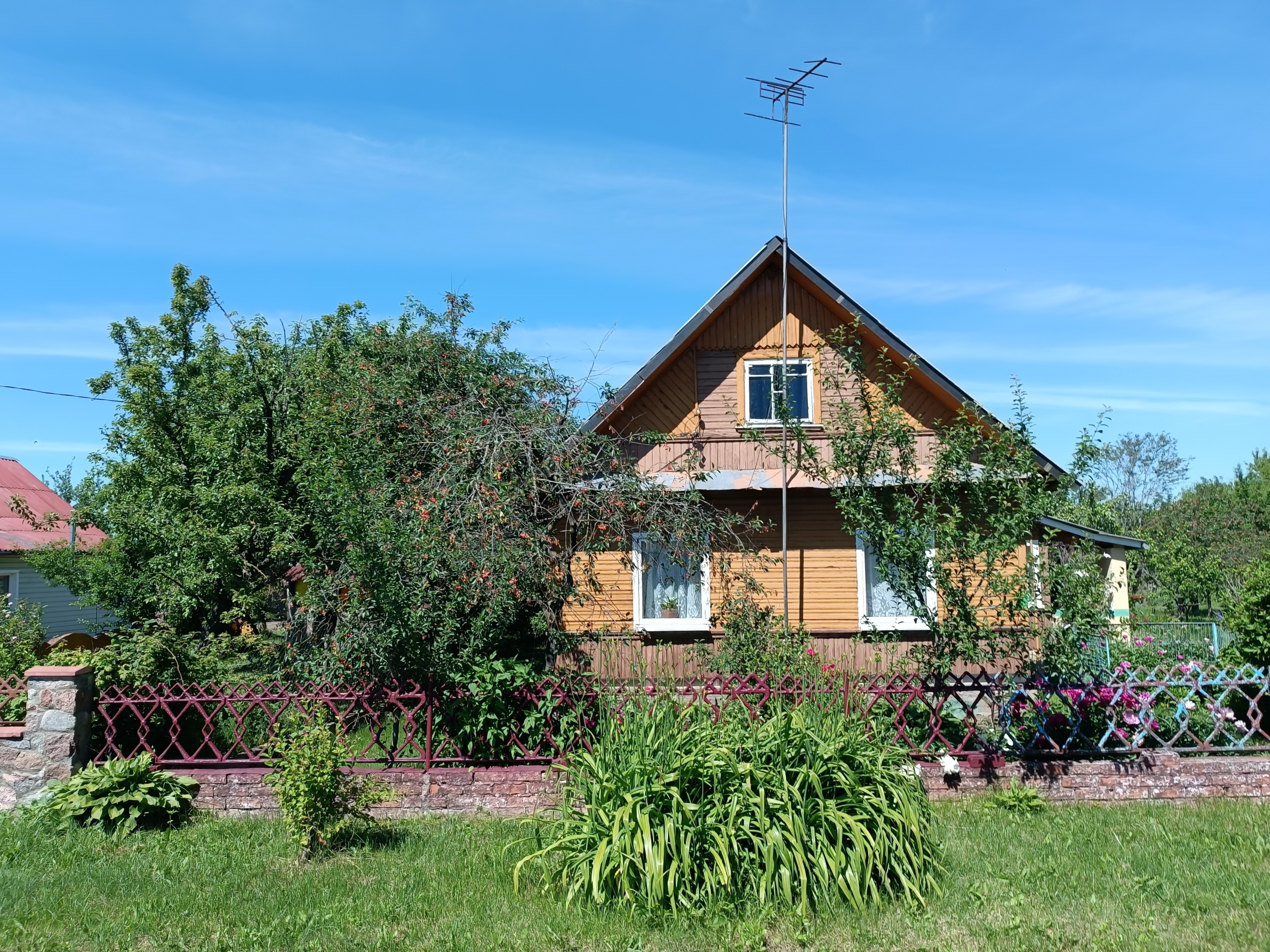
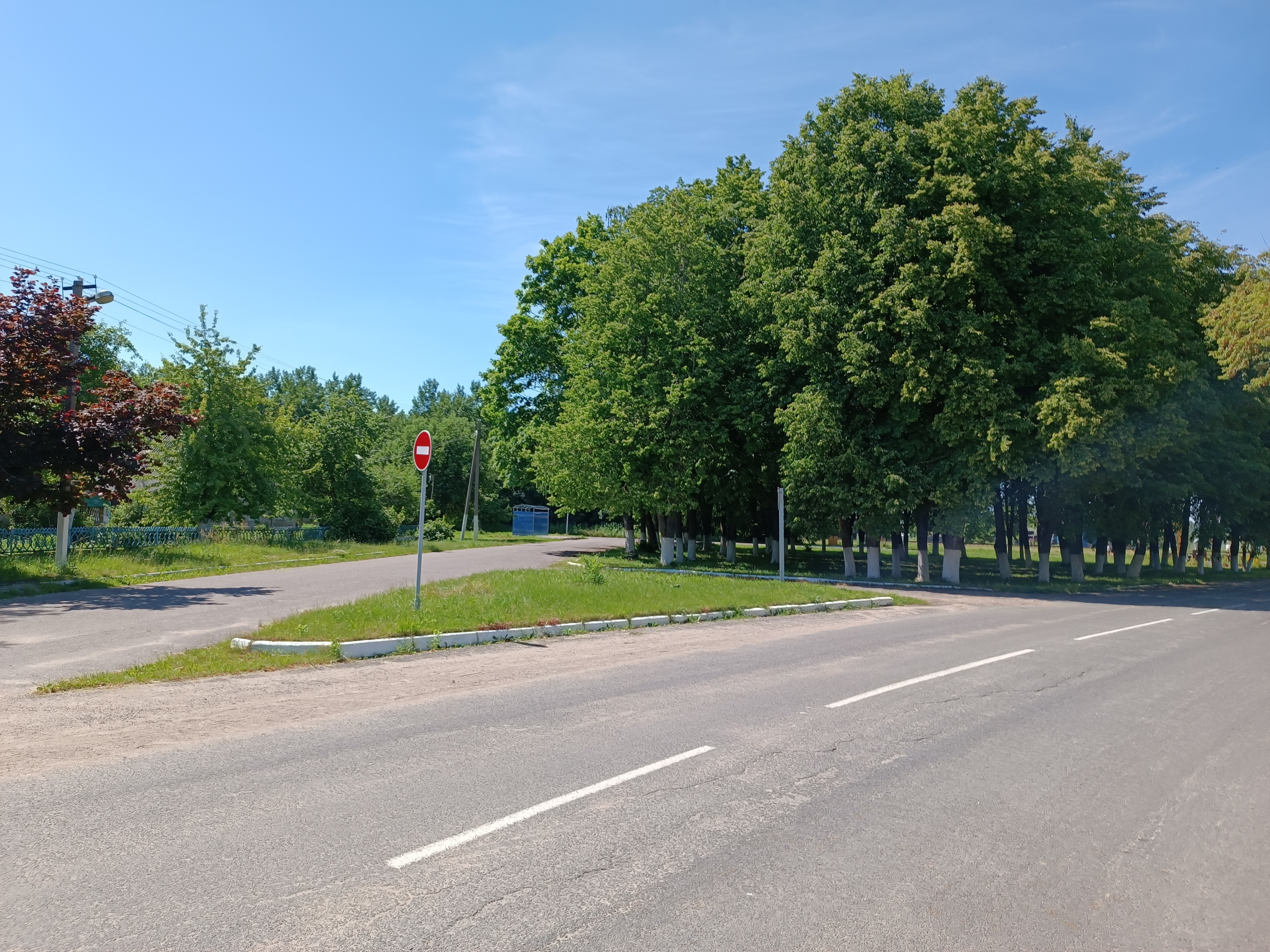

## Известные лица
- Мирон Антонович Бобер (род. 1937) — белорусский историк. Кандидат исторических наук.